# 人馬臂
人馬臂 （也稱為人馬-船底臂，標示為"-I"）是銀河系的螺旋臂之一。每一條旋臂都是從銀河中心向外輻射，由恆星和擴散的雲氣結合成的長且蜿蜒的星流。這些碩大無比的結構經常擁有十億顆以上的恆星以及幾千個氣雲。由於集中了大量的電離氫區、年輕恆星、以及分子雲，船底-人馬臂可算最顯著的一支旋臂。
銀河系是一個棒旋星系，有好幾條螺旋臂由中心的棒狀結構向外輻射出去。人馬臂最內的末端就連接在中心短棒的一個尾端，形成一個星系中兩條主要的螺旋臂之一，另一條主要的大螺旋臂是天鵝臂。
在人馬臂內，較密集的位置在盾牌-南十字臂和獵戶臂（獵戶臂在銀河塗上被標示了星號，我們的太陽就在此處）之間，它的名稱源自於在地球的夜空中觀察時，他的位置接近人馬座，就在銀河系中心的方向上。
人馬臂被分成兩個部份，由銀河中心向外彎曲的部分是人馬臂（人馬棒），在向外延伸的部份是船底臂。

## 可見的天體
在人馬臂中有一些梅西爾天體可以使用業餘的望遠鏡或雙筒望遠鏡觀賞：
- M8，礁湖星雲
- M11，野鴨星團
- M16，老鷹星雲
- M17，Ω星雲
- M18疏散星團
- M20，三裂星雲
- M21疏散星團
- M24，人馬座恆星雲
- M26疏散星團
- M55球狀星團

## 其他資源

### 外部連結
- http://members.fcac.org/~sol/chview/chv5.htm （页面存档备份，存于）
- https://web.archive.org/web/20050912144504/http://skyandtelescope.com/mm_images/6829.jpg
- Messier Objects in the Milky Way (SEDS)